# 庫達爾比鄉
45°47′N 27°42′E / 45.783°N 27.700°E
庫達爾比鄉（羅馬尼亞語：Cudalbi, Galați），是羅馬尼亞的鄉份，位於該國東部，由加拉茨縣負責管轄，面積138平方公里，海拔高度70米，2007年人口7,966，人口密度每平方公里58人。